# 2843 Yeti
2843 Yeti (1975 XQ) là một tiểu hành tinh vành đai chính được phát hiện ngày 7 tháng 12 năm 1975 bởi P. Wild ở Zimmerwald.